# Chico Floresta
Francisco de Assis Sabino Dantas, mais conhecido como Chico Floresta (Fortaleza, 23 de março de 1956), é um servidor público e político brasileiro. Integrou a Câmara Legislativa do Distrito Federal de 1999 a 2007, durante a terceira e a quarta legislaturas.

## Biografia
Filiado ao Partido dos Trabalhadores, Floresta foi eleito deputado distrital na eleição de 1998 com 9.563 votos, correspondentes a 0,95% dos votos válidos. No pleito seguinte, reelegeu-se com 12.689 votos, ou 1,03%. Não logrou êxito em sua candidatura à reeleição em 2006, quando alcançou 9.898 votos.
No parlamento, Floresta foi vice-presidente da Câmara Legislativa. Durante o referendo sobre o desarmamento, em 2005, propôs que o legislativo distrital realizasse uma campanha institucional a favor do desarmamento.
Em 2009, Floresta anunciou que seria candidato à indicação do PT para o governo do DF na eleição de 2010. A militância acabou escolhendo Agnelo Queiroz, que derrotou Geraldo Magela; Floresta desistiu antes da votação.
Foi casado durante 32 anos com Sandra Louise, que faleceu em 2017. Juntos tiveram três filhos.